# Quercus mohriana
Quercus mohriana är en bokväxtart som beskrevs av Samuel Botsford Buckley och Per Axel Rydberg. Quercus mohriana ingår i släktet ekar, och familjen bokväxter. Inga underarter finns listade.

## Bildgalleri

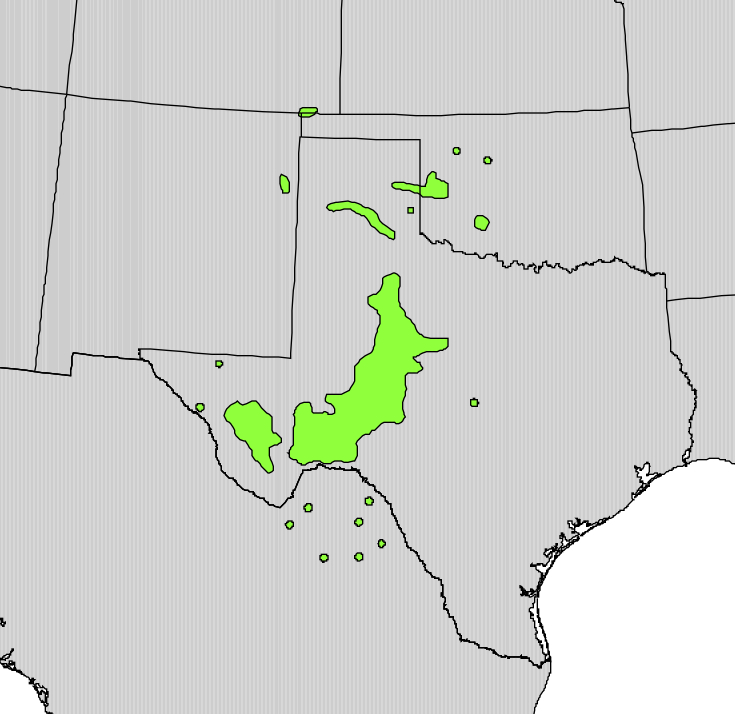